# Liste der Anime-Titel/G

## G
| Name                                                                                             | Alternative Namen | Veröffentlichungsjahr | Studio(s)                                                                               |
| ------------------------------------------------------------------------------------------------ | --- | --------------------- | --------------------------------------------------------------------------------------- |
| G-9 (eine Folge)                                                                                 | G-九 | 2006 als OVA          | Toei Animation                                                                          |
| G-on Riders (14 Folgen)                                                                          | G-on らいだーす, G-on Raidāsu | 2002 als Fernsehserie | Shaft, TNK                                                                              |
| G-Taste (7 Folgen)                                                                               | G-taste | 2003 als OVA          | Green Bunny                                                                             |
| ↳ G-Best － G-Taste (eine Folge)                                                                 | | 2010 als OVA          | AIC Plus                                                                                |
| Ga-Rei-Zero (12 Folgen)                                                                          | 喰霊-零- | 2008 als Fernsehserie | AIC Spirits, Asread                                                                     |
| (12 Folgen)                                                                                      | GA 芸術科アートデザインクラス | 2009 als Fernsehserie | AIC Plus                                                                                |
| Gabriel DropOut (12 Folgen)                                                                      | ガヴリールドロップアウト, Gavurīru Doroppuauto | 2017 als Fernsehserie | Dōga Kōbō                                                                               |
| Gad Guard (26 Folgen)                                                                            | GAD GUARD | 2003 als Fernsehserie | Gonzo                                                                                   |
| Gag Manga Biyori (12 Folgen)                                                                     | 増田こうすけ劇場 ギャグマンガ日和, Masuda Kōsuke Theater Gagmanga-Biyori | 2006 als Fernsehserie | Artland                                                                                 |
| ↳ Gag Manga Biyori 2 (12 Folgen)                                                                 | 増田こうすけ劇場 ギャグマンガ日和2, Masuda Kōsuke Theater Gagmanga-Biyori 2 | 2006 als Fernsehserie | Artland                                                                                 |
| ↳ Gag Manga Biyori 3 (12 Folgen)                                                                 | ギャグマンガ日和３ | 2008 als Fernsehserie |                                                                                         |
| ↳ Gag Manga Biyori+ (12 Folgen)                                                                  | 増田こうすけ劇場 ギャグマンガ日和＋（プラス）, Masuda Kōsuke Gekijō Gag Manga Biyori+                                                                                           | 2010 als Fernsehserie |                                                                                         |
| Gaist Crusher (51 Folgen)                                                                        | ガイストクラッシャー | 2013 als Fernsehserie | Pierrot                                                                                 |
| Gaki Deka (22 Folgen)                                                                            | がきデカ | 1989 als Fernsehserie | Gallop                                                                                  |
| Gakkatsu! (25 Folgen)                                                                            | ガッ活! | 2012 als Fernsehserie | Fanworks                                                                                |
| ↳ Gakkatsu! (25 Folgen)                                                                          | ガッ活! | 2013 als Fernsehserie | Fanworks                                                                                |
| Gakkō ga Kowai! Inuki Kanako Zekkyō Collection (eine Folge)                                      | 学校がこわい！犬木加奈子絶叫コレクション, My Dread is School! | 1999 als OVA          | Toei Animation                                                                          |
| Gakkō Gurashi! (12 Folgen)                                                                       | がっこうぐらし!, School-Live! | 2015 als Fernsehserie | Lerche                                                                                  |
| Gakkō no Kaidan (20 Folgen)                                                                      | 学校の怪談, Ghost Stories in School | 2000 als OVA          | Pierrot                                                                                 |
| Gakkō no Kowai Uwasa: Hanako-san ga Kita!! (35 Folgen)                                           | 学校のコワイうわさ 花子さんがきた!! | 1994 als Fernsehserie | Group TAC                                                                               |
| ↳ Gakkō no Kowai Uwasa: Shin Hanako-san ga Kita!! (33 Folgen)                                    | 学校のコワイうわさ 新・花子さんがきた！！ | 2010 als Fernsehserie |                                                                                         |
| Gakkō no Yūrei (3 Folgen)                                                                        | 学園ベビーシッターズ | 1995 als OVA          | Toei Animation                                                                          |
| Gakkyū-ō Yamazaki (53 Folgen)                                                                    | 学級王ヤマザキ | 1997 als Fernsehserie | Magic Bus                                                                               |
| Gakuen: Chijoku no Zushiki (2 Folgen)                                                            | 学園～恥辱の図式～, Debts of Desire | 2002 als OVA          | Y.O.U.C.                                                                                |
| ↳ Gakuen 2 (2 Folgen)                                                                            | 学園２ | 2007 als OVA          |                                                                                         |
| ↳ Gakuen 3: Karei Naru Etsujoku the Animation (eine Folge)                                       | 学園3〜華麗なる悦辱〜 THE ANIMATION | 2011 als OVA          |                                                                                         |
| Gakuen Babysitters (12 Folgen)                                                                   | 学園ベビーシッターズ, Gakuen Bebīshittāzu | 2018 als Fernsehserie | Brain’s Base                                                                            |
| Gakuen Handsome: The Animation (8 Folgen)                                                        | 学園ハンサム The Animation, Gakuen Hansamu: The Animation | 2015 als OVA          | Team Yokkyū Fuman                                                                       |
| ↳ Gakuen Handsome (12 Folgen)                                                                    | 学園ハンサム, Gakuen Hansamu | 2016 als Fernsehserie | Team Yokkyū Fuman                                                                       |
| Gakuen Heaven: Boy’s Love Hyper! (13 Folgen)                                                     | 学園ヘヴン BOY'S LOVE HYPER! | 2006 als Fernsehserie | Tokyo Kids                                                                              |
| Gakuen Maria - Bakunyū Teachers (eine Folge)                                                     | 学園まりあ ～爆乳ティーチャーズ～ | 2002 als OVA          | Green Bunny                                                                             |
| Gakuen Mokushiroku: Highschool of the Dead (12 Folgen)                                           | 学園黙示録 HIGHSCHOOL OF THE DEAD, H.O.T.D., HOTD | 2010 als Fernsehserie | Madhouse                                                                                |
| Gakuen Nanafushigi (2 Folgen)                                                                    | 学艶七不思議, Sex Craft | 2003 als OVA          | Studio Jam                                                                              |
| Gakuen no Shuryōsha (2 Folgen)                                                                   | 学園の狩猟者, Wicked Lessons | 2003 als OVA          | Y.O.U.C.                                                                                |
| Gakuen Saimin Reido (3 Folgen)                                                                   | 学園催眠隷奴, Mesmerized Slave | 2010 als OVA          | Milky                                                                                   |
| Gakuen Senki Muryo (26 Folgen)                                                                   | 学園戦記ムリョウ, Shingu: Secret of the Stellar Wars | 2001 als Fernsehserie | Madhouse                                                                                |
| Gakuen Shimai (2 Folgen)                                                                         | 学園姉妹 | 2008 als OVA          | MediaBank                                                                               |
| Gakuen Tokusō Hikaruon (eine Folge)                                                              | 学園特捜ヒカルオン, Campus Special Investigator Hikaruon | 1987 als OVA          | AIC                                                                                     |
| Gakuen Toshi Valanoir (2 Folgen)                                                                 | 学園都市ヴァラノワール, Gakuen Toshi Varanoir - Kingdom of Chaos The Universe                                                                                                   | 1996 als OVA          | Idea Factory                                                                            |
| Gakusei Jidai (eine Folge)                                                                       | 学生時代, Student Days | 1987 als Special      | Nippon Animation                                                                        |
| Gakusen Toshi Asterisk (12 Folgen)                                                               | 学戦都市アスタリスク, Gakusen Toshi Asuterisuku, The Asterisk War: The Academy City on the Water                                                                                | 2015 als Fernsehserie | A-1 Pictures                                                                            |
| ↳ Gakusen Toshi Asterisk (12 Folgen)                                                             | 学戦都市アスタリスク, Gakusen Toshi Asuterisuku, The Asterisk War: The Academy City on the Water                                                                                | 2016 als Fernsehserie | A-1 Pictures                                                                            |
| Gala                                                                                             | ガラ | 2008 als Kurzfilm     | Studio 4°C                                                                              |
| Galactic Patrol Lensman (25 Folgen)                                                              | GALACTIC PATROL レンズマン, Lensman - Power of the Lens | 1984 als Fernsehserie | Madhouse                                                                                |
| Galaxy Angel (26 Folgen)                                                                         | ギャラクシーエンジェル | 2001 als Fernsehserie | Madhouse                                                                                |
| ↳ Galaxy Angel Z (19 Folgen)                                                                     | ギャラクシーエンジェルZ | 2002 als Fernsehserie | Madhouse                                                                                |
| ↳ Galaxy Angel A (26 Folgen)                                                                     | ギャラクシーエンジェルA | 2002 als Fernsehserie | Madhouse                                                                                |
| ↳ Galaxy Angel AA (25 Folgen)                                                                    | ギャラクシーエンジェルAA | 2003 als Fernsehserie | Madhouse                                                                                |
| ↳ Galaxy Angel S (2 Folgen)                                                                      | ギャラクシーエンジェルS | 2003 als Special      | Madhouse                                                                                |
| ↳ Galaxy Angel X (26 Folgen)                                                                     | ギャラクシーエンジェルX | 2004 als Fernsehserie | Madhouse                                                                                |
| Galaxy Angel II                                                                                  | |                       |                                                                                         |
| ↳ Galaxy Angel Rune (13 Folgen)                                                                  | ギャラクシーエンジェる～ん | 2006 als Fernsehserie | Satelight                                                                               |
| Galaxy Express 999 (113 Folgen)                                                                  | 銀河鉄道999, Ginga Tetsudō Surī Nain | 1978 als Fernsehserie | Tōei Animation                                                                          |
| ↳ Ginga Tetsudō 999                                                                              | 銀河鉄道999, Ginga Tetsudō Surī Nain | 1979 als Film         | Tōei Animation                                                                          |
| ↳ Ginga Tetsudō 999: Glass no Clair                                                              | 銀河鉄道999 ～ガラスのクレア～ | 1980 als Film         | Tōei Animation                                                                          |
| ↳ Sayonara Ginga Tetsudō 999: Andromeda Shuchakueki                                              | さよなら銀河鉄道９９９ －アンドロメダ終着駅－ | 1981 als Film         | Tōei Animation                                                                          |
| ↳ Ginga Tetsudō 999: Eternal Fantasy                                                             | 銀河鉄道999 エターナルファンタジー | 1998 als Film         | Tōei Animation                                                                          |
| ↳ Ginga Tetsudō 999: Niji no Michishirube                                                        | 銀河鉄道999 虹の道標 | 2001 als Film         | Tōei Animation                                                                          |
| ↳ Ginga Tetsudō Monogatari (26 Folgen)                                                           | 銀河鉄道物語 | 2003 als Fernsehserie | Planet                                                                                  |
| ↳ Ginga Tetsudō Monogatari: Wasurerareta Toki no Wakusei (eine Folge)                            | 銀河鉄道物語 ～忘れられた時の惑星～ | 2005 als OVA          | Planet                                                                                  |
| ↳ Ginga Tetsudō Monogatari: Eien e no Bunkiten (26 Folgen)                                       | 銀河鉄道物語 ～永遠への分岐点～ | 2006 als Fernsehserie | Planet                                                                                  |
| Galaxy Investigation 2100: Border Planet                                                         | 銀河探査２１００年 ボーダープラネット | 1986 als Film         | Tezuka Productions                                                                      |
| Galaxy Racer: Scan2Go (52 Folgen)                                                                | ギャラクシーレーサー スキャン2ゴー, Gyarakushī Rēsā: Scan2Gō | 2010 als Fernsehserie | SynergySP                                                                               |
| Galilei Donna (11 Folgen)                                                                        | ガリレイドンナ, Garirei Donna | 2013 als Fernsehserie | A-1 Pictures                                                                            |
| Galerians (3 Folgen)                                                                             | ガレリアンズ：リオン, Galerians: Rion | 2002 als OVA          | Enterbrain                                                                              |
| Gallery Fake (37 Folgen)                                                                         | ギャラリーフェイク, Galerians: Rion | 2005 als Fernsehserie | Minamimachi Bugyousho, TMS Entertainment, Tokyo Kids                                    |
| Gall Force                                                                                       | |                       |                                                                                         |
| ↳ Gall Force: Eternal Story (eine Folge)                                                         | ガルフォース ETERNAL STORY, Garu Fōsu: Eternal Story | 1986 als OVA          | AIC, Animate Film, Artmic                                                               |
| ↳ Gall Force 2: Destruction (eine Folge)                                                         | ガルフォース2 DESTRUCTION, Garu Fōsu 2: Destruction | 1987 als OVA          | AIC, Animate Film, Artmic                                                               |
| ↳ Gall Force 3: Stardust War (eine Folge)                                                        | ガルフォース3 STARDUST WAR, Garu Fōsu 3: Stardust War | 1988 als OVA          | AIC, Animate Film, Artmic                                                               |
| ↳ Ten Little Gall Force (eine Folge)                                                             | テンリトルガルフォース, Ten Ritoru Garu Fōsu | 1988 als OVA          |                                                                                         |
| ↳ Rhea Gall Force (eine Folge)                                                                   | レアガルフォース, Rea Garu Fōsu | 1989 als OVA          | AIC, Animate Film, Artmic                                                               |
| ↳ Gall Force: Chikyū-shō (3 Folgen)                                                              | ガルフォース地球章, Garu Fōsu Chikyū-shō, Gall Force: Earth Chapter | 1989 als OVA          | AIC, Animate Film, Artmic                                                               |
| ↳ Gall Force: Shinseiki-hen (2 Folgen)                                                           | ガルフォース新世紀編, Garu Fōsu Shinseiki-hen, Gall Force: New Era | 1991 als OVA          | AIC, Animate Film, Artmic                                                               |
| ↳ Gall Force: The Revolution (4 Folgen)                                                          | ガルフォース・ザ・レボリューション, Garu Fōsu za Reboryūshon | 1996 als OVA          | Artmic, Movic                                                                           |
| Gambalist! Shun (30 Folgen)                                                                      | ガンバリスト！駿, Shun the Gymnast | 1996 als Fernsehserie | Sunrise                                                                                 |
| Gamba no Bōken (26 Folgen)                                                                       | ガンバの冒険, The Adventures of Gamba | 1975 als Fernsehserie | Tokyo Movie Shinsha                                                                     |
| ↳ Bōkensha-tachi Gamba to Nanahiki no Nakama                                                     | 冒険者たち ガンバと7匹のなかま, The Adventures of Gamba | 1984 als Film         | Tokyo Movie Shinsha                                                                     |
| ↳ Gamba to Kawauso no Bōken                                                                      | ガンバとカワウソの冒険, The Adventure of Gamba and Otters | 1991 als Film         | Tokyo Movie Shinsha                                                                     |
| ↳ Baby Gamba (13 Folgen)                                                                         | ベビーガンバ | 2014 als Fernsehserie | Shirogumi                                                                               |
| ↳ Gamba: Gamba to Nakama-tachi                                                                   | GAMBA ガンバと仲間たち, Air Bound | 2015 als Film         | Shirogumi                                                                               |
| Gambler Densetsu Tetsuya (20 Folgen)                                                             | 勝負師（ギャンブラー）伝説 哲也 | 2000 als Fernsehserie | Toei Animation                                                                          |
| Gambo                                                                                            | | 2013 als Kurzfilm     | Sunrise                                                                                 |
| Game Center Arashi (26 Folgen)                                                                   | ゲームセンターあらし | 1982 als Fernsehserie | Shin-Ei Animation                                                                       |
| Gamers! (12 Folgen)                                                                              | ゲーマーズ!, Gēmāzu! | 2017 als Fernsehserie | Pine Jam                                                                                |
| Ganbare Dōki-chan (12 Folgen)                                                                    | がんばれ同期ちゃん | 2021 als Fernsehserie | AtelierPontalarc                                                                        |
| Ganbare Genki (35 Folgen)                                                                        | がんばれ元気 | 1980 als Fernsehserie | Toei Animation                                                                          |
| Ganbare Goemon: Jigen Jō no Akumu (eine Folge)                                                   | がんばれゴエモン 次元城の悪夢 | 1993 als OVA          | AIC                                                                                     |
| ↳ Ganbare Goemon (23 Folgen)                                                                     | がんばれゴエモン, Legend of the Mystical Ninja | 1997 als Fernsehserie | Public and Basic                                                                        |
| Ganbare Gonbe (112 Folgen)                                                                       | がんばれゴンベ, Come On! Gonbe | 1980 als Fernsehserie | Tsuchida                                                                                |
| Ganbare Swimmy (Folgen)                                                                          | がんばれスイミー, Go for it, Swimmy! | 1986 als Fernsehserie |                                                                                         |
| Ganbare! Bokura no Hit and Run (eine Folge)                                                      | がんばれ！ぼくらのヒットエンドラン, Hit and Run | 1979 als Special      | Nippon Animation                                                                        |
| Ganbare! Marine Kid (13 Folgen)                                                                  | がんばれ！ マリンキッド, Marine Boy | 1966 als Fernsehserie | TCJ Animation                                                                           |
| Ganbare!! Nattō-san (Folgen)                                                                     | 頑張れ!!納父さん | 2011 als Fernsehserie | Kachidoki Studio                                                                        |
| Ganbare!! Tabuchi-kun!!                                                                          | がんばれ!!タブチくん!!, There Goes Our Hero | 1979 als Film         | Tokyo Movie Shinsha                                                                     |
| ↳ Ganbare!! Tabuchi-kun!! Gekitō Pennant Race                                                    | がんばれ!! タブチくん!! 激闘ペナントレース, The Heat of the Pennant Race | 1980 als Film         | Tokyo Movie Shinsha                                                                     |
| ↳ Ganbare!! Tabuchi-kun!! Ā Tsuppari Jinsei                                                      | がんばれ!! タブチくん!! あゝツッパリ人生, After the Ball Game | 1980 als Film         | Tokyo Movie Shinsha                                                                     |
| Gan Gan Ganko-chan (Folgen)                                                                      | がん がん がんこちゃん | 2016 als Fernsehserie | 10Gauge                                                                                 |
| ↳ Gan Gan Ganko-chan (Folgen)                                                                    | がん がん がんこちゃん | 2018 als Fernsehserie | 10Gauge                                                                                 |
| Gan to Gon (65 Folgen)                                                                           | ガンとゴン, Gan & Gon | 1974 als Fernsehserie | Nihon Doga                                                                              |
| Gangsta. (12 Folgen)                                                                             | GANGSTA. | 2015 als Fernsehserie | Manglobe                                                                                |
| Gankutsuō (24 Folgen)                                                                            | 巌窟王 | 2004 als Fernsehserie | Gonzo                                                                                   |
| Gantz (26 Folgen)                                                                                | ガンツ | 2004 als Fernsehserie | Gonzo                                                                                   |
| ↳ Gantz:O                                                                                        | ガンツ:オー | 2016 als Film         |                                                                                         |
| Garaga                                                                                           | ギャラガ, Hyper Psychic Geo Garaga | 1989 als Film         |                                                                                         |
| Garakowa – Restore the World                                                                     | ガラスの花と壊す世界, Garasu no Hana to Kowasu Sekai, Glass no Hana to Kowasu Sekai                                                                                             | 2016 als Film         | A-1 Pictures                                                                            |
| Garakuta no Machi (eine Folge)                                                                   | ガラクタの町, A Wake in Garakuta Town | 2006 als OVA          | Studio 4°C                                                                              |
| Garakuta-dori no Stain (14 Folgen)                                                               | ガラクタ通りのステイン, Ga-Ra-Ku-Ta: Mr. Stain on Junk Alley | 2003 als Fernsehserie |                                                                                         |
| Garasu no Kantai (26 Folgen)                                                                     | ガラスの艦隊～La legende du vent de l'univers～, Glass Fleet | 2006 als Fernsehserie | Gonzo, Satelight                                                                        |
| Garasu no Usagi                                                                                  | ガラスのうさぎ, The Glass Rabbit | 2005 als Film         | Magic Bus                                                                               |
| The Garden of Words                                                                              | 言の葉の庭, Kotonoha no Niwa | 2013 als Film         | CoMix Wave                                                                              |
| Garo – Honō no Kokuin (24 Folgen)                                                                | 牙狼〈GARO〉-炎の刻印- | 2014 als Fernsehserie | MAPPA                                                                                   |
| ↳ Garo – Guren no Tsuki (24 Folgen)                                                              | 牙狼 -紅蓮ノ月-, Garo: Crimson Moon | 2015 als Fernsehserie | MAPPA                                                                                   |
| ↳ Garo: Divine Flame                                                                             | | 2016 als Film         | MAPPA                                                                                   |
| ↳ Garo – Vanishing Line (24 Folgen)                                                              | | 2017 als Fernsehserie | MAPPA                                                                                   |
| Gasaraki (25 Folgen)                                                                             | ガサラキ | 1998 als Fernsehserie | Sunrise                                                                                 |
| Gasshin Sentai Mechander Robo (35 Folgen)                                                        | 合身戦隊メカンダーロボ, Combination Squadron Mechander Robo | 1977 als Fernsehserie | Wako                                                                                    |
| Gatapishi (199 Folgen)                                                                           | ガタピシ | 1990 als Fernsehserie | Shin-Ei Animation                                                                       |
| Gatchaman                                                                                        | |                       |                                                                                         |
| ↳ Kagaku Ninjatai Gatchaman (105 Folgen)                                                         | 科学忍者隊ガッチャマン, Gatchaman | 1972 als Fernsehserie | Tatsunoko Production                                                                    |
| ↳ Kagaku Ninjatai Gatchaman II (52 Folgen)                                                       | 科学忍者隊ガッチャマンII, Gatchaman II | 1978 als Fernsehserie | Tatsunoko Production                                                                    |
| ↳ Kagaku Ninjatai Gatchaman Fighter (48 Folgen)                                                  | 科学忍者隊ガッチャマン F <ファイター>, Gatchaman F | 1979 als Fernsehserie | Tatsunoko Production                                                                    |
| ↳ Gatchaman Crowds (12 Folgen)                                                                   | ガッチャマン クラウズ, Gatchaman Kurauzu | 2013 als Fernsehserie | Tatsunoko Production                                                                    |
| ↳ Gatchaman Crowds Insight (12 Folgen)                                                           | ガッチャマン クラウズ insight, Gatchaman Kurauzu insight | 2015 als Fernsehserie | Tatsunoko Production                                                                    |
| Gate: Jieitai Kano Chi nite, Kaku Tatakaeri (12 Folgen)                                          | GATE 自衛隊 彼の地にて、斯く戦えり | 2015 als Fernsehserie | A-1 Pictures                                                                            |
| ↳ Gate: Jieitai Kano Chi nite, Kaku Tatakaeri: Enryū-hen (12 Folgen)                             | GATE 自衛隊 彼の地にて、斯く戦えり 炎龍編 | 2016 als Fernsehserie | A-1 Pictures                                                                            |
| Gate Keepers (24 Folgen)                                                                         | ゲートキーパーズ | 2000 als Fernsehserie | Gonzo                                                                                   |
| ↳ Gate Keepers 21 (6 Folgen)                                                                     | ゲートキーパーズ21 | 2002 als OVA          | Gonzo                                                                                   |
| Gatten Tokubei                                                                                   | | 1919 als Kurzfilm     | Nikkatsu                                                                                |
| gdgd Fairies (12 Folgen)                                                                         | gdgd妖精s, Gudaguda Fearīzu | 2011 als Fernsehserie | Sōta Sugahara                                                                           |
| ↳ gdgd Fairies (12 Folgen)                                                                       | gdgd妖精s, Gudaguda Fearīzu | 2013 als Fernsehserie | Sōta Sugahara                                                                           |
| ↳ Gekijō-ban gdgd Yōseis tte Iu Eiga wa Dō kana…?                                                | 劇場版 gdgd妖精s っていう映画はどうかな…？ | 2014 als Film         | Rokujigen Animation                                                                     |
| ↳ gdgd Men’s Party (12 Folgen)                                                                   | gdメン, gd men | 2018 als Fernsehserie | Strawberry Meets Pictures, Fan Company                                                  |
| Gdleen (eine Folge)                                                                              | ガデュリン | 1990 als OVA          |                                                                                         |
| Gear Fighter Dendoh (38 Folgen)                                                                  | ＧＥＡＲ戦士電童 | 2000 als Fernsehserie | Sunrise                                                                                 |
| Geba Geba Shō Time! (eine Folge)                                                                 | ゲバゲバ笑タイム！ | 1986 als OVA          | Studio Lotus                                                                            |
| Gedō Gakuen (5 Folgen)                                                                           | 外道学園, Nightmare Campus | 1994 als OVA          | Phoenix Entertainment                                                                   |
| Gegege no Kitarō                                                                                 | |                       |                                                                                         |
| ↳ Gegege no Kitarō (65 Folgen)                                                                   | ゲゲゲの鬼太郎 | 1968 als Fernsehserie | Tōei Dōga                                                                               |
| ↳ Gegege no Kitarō (45 Folgen)                                                                   | ゲゲゲの鬼太郎 | 1971 als Fernsehserie | Tōei Dōga                                                                               |
| ↳ Gegege no Kitarō (108 Folgen)                                                                  | ゲゲゲの鬼太郎 | 1985 als Fernsehserie | Tōei Dōga                                                                               |
| ↳ Gegege no Kitarō                                                                               | ゲゲゲの鬼太郎 | 1985 als Film         | Tōei Dōga                                                                               |
| ↳ Gegege no Kitarō: Yōkai Daisensō                                                               | ゲゲゲの鬼太郎 妖怪大戦争 | 1986 als Film         | Tōei Dōga                                                                               |
| ↳ Gegege no Kitarō: Saikyō Yōkai Gundan! Nihon Jōriku!!                                          | ゲゲゲの鬼太郎 最強妖怪軍団！日本上陸!! | 1986 als Film         | Tōei Dōga                                                                               |
| ↳ Gegege no Kitarō: Gekitotsu!! Ijigen Yōkai no Daihanran                                        | ゲゲゲの鬼太郎 激突!!異次元妖怪の大反乱 | 1986 als Film         | Tōei Dōga                                                                               |
| ↳ Gegege no Kitarō: Jigoku-hen (7 Folgen)                                                        | ゲゲゲの鬼太郎 地獄編 | 1988 als Fernsehserie | Tōei Dōga                                                                               |
| ↳ Gegege no Kitarō (114 Folgen)                                                                  | ゲゲゲの鬼太郎 | 1996 als Fernsehserie | Tōei Animation                                                                          |
| ↳ Gegege no Kitarō: Daikaijū                                                                     | ゲゲゲの鬼太郎 大海獣 | 1996 als Film         | Tōei Animation                                                                          |
| ↳ Gegege no Kitarō: Obake Nighter                                                                | ゲゲゲの鬼太郎・おばけナイター | 1997 als Film         | Tōei Animation                                                                          |
| ↳ Gegege no Kitarō: Yōkai Tokkyū! Maboroshi no Kisha                                             | ゲゲゲの鬼太郎 妖怪特急！まぼろしの汽車 | 1997 als Film         | Tōei Animation                                                                          |
| ↳ Gegege no Kitarō (100 Folgen)                                                                  | ゲゲゲの鬼太郎 | 2007 als Fernsehserie | Tōei Animation                                                                          |
| ↳ Gegege no Kitarō: Nippon Bakuretsu!!                                                           | ゲゲゲの鬼太郎 日本爆裂！！, GeGeGe no Kitarō: Explosive Japan!! | 2008 als Film         | Tōei Animation                                                                          |
| ↳ Hakaba Kitarō (11 Folgen)                                                                      | 墓場鬼太郎 | 2008 als Fernsehserie | Tōei Animation                                                                          |
| ↳ Gegege no Kitarō (? Folgen)                                                                    | ゲゲゲの鬼太郎 | 2018 als Fernsehserie | Tōei Animation                                                                          |
| Das Geheimnis der Steinplatten (5 Folgen)                                                        | ワーズ･ワース, Wāzu Wāsu, Words Worth | 1999 als OVA          | Green Bunny                                                                             |
| ↳ Words Worth Gaiden (2 Folgen)                                                                  | ワーズ・ワース外伝 | 2002 als OVA          | Green Bunny                                                                             |
| Das Geheimnis von Daddy Langbein (40 Folgen)                                                     | 私のあしながおじさん, Watashi no Ashinaga Ojisan | 1990 als Fernsehserie | Nippon Animation                                                                        |
| Die geheimnisvollen Städte des Goldes (39 Folgen)                                                | 太陽の子エステバン, Taiyō no Ko Esteban | 1982 als Fernsehserie | DiC (Frankreich), MK, Studio Pierrot                                                    |
| Geisters: Fractions of the Earth (26 Folgen)                                                     | ガイスターズ FRACTIONS OF THE EARTH | 2001 als Fernsehserie | Studio Kuma                                                                             |
| Gekisō! Rubenkaiser (17 Folgen)                                                                  | 激走！ルーベンカイザー | 1977 als Fernsehserie | Toei Animation                                                                          |
| Gekito! Crush Gear Turbo (68 Folgen)                                                             | 激闘！クラッシュギアＴＵＲＢＯ | 2001 als Fernsehserie | Sunrise                                                                                 |
| ↳ Gekito! Crush Gear Turbo                                                                       | 激闘！クラッシュギアＴＵＲＢＯ カイザバーンの挑戦！ | 2002 als Film         | Sunrise                                                                                 |
| ↳ Crush Gear Nitro (50 Folgen)                                                                   | クラッシュギアNitro | 2003 als Fernsehserie | Sunrise                                                                                 |
| Gekka Bijin (2 Folgen)                                                                           | 月花美人, Maison Plaisir | 2002 als OVA          | Discovery                                                                               |
| Gekkan Shōjo Nozaki-kun (12 Folgen)                                                              | 月刊少女野崎くん | 2014 als Fernsehserie | Dōga Kōbō                                                                               |
| Gekkō no Piasu (12 Folgen)                                                                       | 月光のピアス ユメミと銀のバラ騎士団, Gekkō no Pierce: Yumemi to Gin no Bara no Kishi-dan, The Earring of Moonlight                                                              | 1991 als OVA          | Pierrot                                                                                 |
| Gen’ei o Kakeru Taiyō (13 Folgen)                                                                | 幻影ヲ駆ケル太陽, il sole penetra le illusioni | 2013 als Fernsehserie | AIC                                                                                     |
| Genbanojō                                                                                        | げんばのじょう-玄蕃之丞- | 2017 als Film         | Nippon Animation                                                                        |
| Gendai Kibunroku - Kaii Monogatari (eine Folge)                                                  | 現代畸聞録 怪異物語 | 2006 als OVA          | Toei Animation                                                                          |
| Gene Diver (56 Folgen)                                                                           | ジーンダイバー, Genediver | 1994 als Fernsehserie | Studio Junior                                                                           |
| Generation of Chaos (eine Folge)                                                                 | ジェネレーション オブ カオス, Generation of Chaos Prologue | 2001 als OVA          | Idea Factory                                                                            |
| ↳ Generation of Chaos Next (eine Folge)                                                          | ジェネレーション オブ カオス ネクスト～誓いのペンダント～, Generation of Chaos Next: Chikai no Pendant                                                                          | 2002 als OVA          | Idea Factory                                                                            |
| ↳ Generation of Chaos III ~Toki no Fuuin~ (2 Folgen)                                             | ジェネレーションオブカオス３ ～時の封印～, Generation of Chaos III ~Seal of Time~                                                                                               | 2003 als OVA          | Idea Factory                                                                            |
| Generator Gawl (12 Folgen)                                                                       | ジェネレイター ガウル | 1998 als Fernsehserie | Tatsunoko Production                                                                    |
| Geneshaft (13 Folgen)                                                                            | ジーンシャフト | 2001 als Fernsehserie |                                                                                         |
| Genesis Surviver Gaiarth (3 Folgen)                                                              | 創世機士ガイアース, Gaiarth | 1992 als OVA          | AIC, Big Bang                                                                           |
| Genius Party                                                                                     | ジーニアス・パーティ, Jīniasu Pāti | 2007 als Film         | Studio 4°C                                                                              |
| ↳ Genius Party Beyond                                                                            | ジーニアス・パーティ・ビヨンド, Jīniasu Pāti Biyondo | 2008 als Film         | Studio 4°C                                                                              |
| Genji (2 Folgen)                                                                                 | 源氏 | 1992 als OVA          | Tezuka Productions, TMS Entertainment                                                   |
| Genji Monogatari Sennenki (11 Folgen)                                                            | 源氏物語千年紀, The Tale of Genji | 2009 als Fernsehserie | J.C.Staff, T-Up                                                                         |
| Genji Tsuushin Agedama (51 Folgen)                                                               | ゲンジ通信あげだま, Story from Genji Agedama | 1991 als Fernsehserie | Studio Gallop                                                                           |
| Genki Bakuhatsu Ganbaruger (47 Folgen)                                                           | 元気爆発ガンバルガー, Energy Bomb Ganbaruger | 1992 als Fernsehserie | Sunrise                                                                                 |
| Genma Taisen                                                                                     | 幻魔大戦, Harmagedon | 1983 als Film         | Madhouse                                                                                |
| Genma Taisen: Shinwa Zenya no Shō (13 Folgen)                                                    | 幻魔大戦 －神話前夜の章－, Genma Wars: Eve of Mythology | 2002 als Fernsehserie | E&G Films                                                                               |
| Genmukan (2 Folgen)                                                                              | 幻夢館, Genmukan: The Sin of Desire & Shame | 2003 als OVA          | Green Bunny                                                                             |
| ↳ Shinshō Genmukan Epilogue (4 Folgen)                                                           | 真章 幻夢館 Epilogue | 2010 als OVA          |                                                                                         |
| Genmu Senki Leda (eine Folge)                                                                    | 幻夢戦記レダ, Leda - The Fantastic Adventure of Yohko | 1985 als OVA          |                                                                                         |
| Genocyber: Kyokai no Majū (5 Folgen)                                                             | ジェノサイバー 虚界の魔獣, Jenosaibā: Kyokai no Majū | 1994 als OVA          | Artmic                                                                                  |
| Genroku Koi Moyō: Sankichi to Osayo                                                              | 元禄恋模様 三吉とおさよ, Love in the Genroku Era | 1934 als Kurzfilm     | Nihon Manga Film Kenkyūjo                                                               |
| Gense Shugoshin P-hyoro Ikka (3 Folgen)                                                          | 現世守護神 ぴーひょろ一家, Peehyoro Ikka | 1988 als OVA          |                                                                                         |
| Genshi Shōnen Ryū (22 Folgen)                                                                    | 原始少年リュウ, Ryu, the Cave Boy | 1971 als Fernsehserie | Toei Animation                                                                          |
| Genshiken (12 Folgen)                                                                            | げんしけん | 2004 als Fernsehserie | Palm Studio                                                                             |
| ↳ Genshiken (3 Folgen)                                                                           | げんしけん | 2006 als OVA          | Ajia-dō                                                                                 |
| ↳ Genshiken 2 (12 Folgen)                                                                        | げんしけん2 | 2007 als Fernsehserie | Arms                                                                                    |
| ↳ Genshiken Nidaime (13 Folgen)                                                                  | げんしけん 二代目 | 2013 als Fernsehserie | Production I.G                                                                          |
| Gensō jodan Elicia (4 Folgen)                                                                    | 幻想叙譚エルシア, Ellcia | 1993 als OVA          | J.C.Staff, JVC                                                                          |
| Geragera Bus Monogatari (52 Folgen)                                                              | げらげらブース物語, Ox Tales | 1987 als Fernsehserie | Telescreen                                                                              |
| Geobreeders (3 Folgen)                                                                           | ジオブリーダーズ | 1998 als OVA          | Chaos Project                                                                           |
| ↳ Geobreeders 2: Ransen Toppa (4 Folgen)                                                         | ジオブリーダーズ２ 魍魎遊撃隊, Geobreeders: Breakthrough | 2000 als OVA          | Chaos Project                                                                           |
| Georgie (45 Folgen)                                                                              | ジョージィ!, Jōjī!, Lady Georgie | 1983 als Fernsehserie | TMS Entertainment                                                                       |
| Gestalt (2 Folgen)                                                                               | 超獣伝説ゲシュタルト, Chōjū Densetsu Gestalt | 1997 als OVA          |                                                                                         |
| Der gestiefelte Kater                                                                            | 長靴をはいた猫, Nagagutsu o Haita Neko, Perix der Kater und die 3 Mausketiere                                                                                                   | 1969 als Film         | Tōei Dōga                                                                               |
| ↳ Der gestiefelte Kater im Wilden Westen                                                         | ながぐつ三銃士, Nagagutsu Sanjūshi | 1972 als Film         | Tōei Dōga                                                                               |
| ↳ Der gestiefelte Kater reist um die Welt                                                        | 長靴をはいた猫 80日間世界一周, Nagagutsu o Haita Neko: 80 Nichikan Sekai Isshū                                                                                                  | 1976 als Film         | Tōei Dōga                                                                               |
| GetBackers (49 Folgen)                                                                           | ゲットバッカーズ – 奪還屋 – | 2002 als Fernsehserie | Studio Deen                                                                             |
| Getsumen to Heiki Mina (11 Folgen)                                                               | Lunar Rabbit Weapon Mina | 2007 als Fernsehserie | Gonzo                                                                                   |
| Getter Robo (51 Folgen)                                                                          | ゲッターロボ, Getta Robo | 1974 als Fernsehserie | Toei Animation                                                                          |
| ↳ Getter Robo                                                                                    | ゲッターロボ, Getta Robo | 1974 als Film         | Toei Animation                                                                          |
| ↳ Getter Robo G (39 Folgen)                                                                      | ゲッターロボG, Robo Formers | 1975 als Fernsehserie | Toei Animation                                                                          |
| ↳ Getter Robo Go (50 Folgen)                                                                     | ゲッターロボ號, Goldbang | 1991 als Fernsehserie | Toei Animation                                                                          |
| ↳ Change!! Shin Getter Robo - Sekai Saishū no Hi (13 Folgen)                                     | 真ゲッターロボ「世界最後の日」, Getter Robo: Armageddon | 1998 als OVA          |                                                                                         |
| ↳ Shin Getter Robo tai Neo Getter Robo (4 Folgen)                                                | 真ゲッターロボ対ネオゲッターロボ, Shin Getter Robo vs. Neo Getter Robo | 2000 als OVA          | Radix, Studio OX                                                                        |
| ↳ Shin Getter Robo (13 Folgen)                                                                   | 新ゲッターロボ, New Getter Robo | 2004 als OVA          | Brain's Base                                                                            |
| Ghiblies (eine Folge)                                                                            | ギブリーズ | 2000 als Special      | Studio Ghibli                                                                           |
| Ghost Hunt (25 Folgen)                                                                           | ゴーストハント | 2006 als Fernsehserie | J.C.Staff                                                                               |
| Ghost in the Shell                                                                               | 攻殻機動隊, Kōkaku Kidōtai | 1995 als Film         | Production I.G                                                                          |
| ↳ Ghost in the Shell 2: Innocence                                                                | イノセンス, Inosensu, Innocence | 2004 als Film         | Production I.G                                                                          |
| ↳ Ghost in the Shell: Stand Alone Complex (26 Folgen)                                            | 攻殻機動隊 STAND ALONE COMPLEX, Kōkaku Kidōtai: Stand Alone Complex, Innocence                                                                                                  | 2002 als Fernsehserie | Production I.G                                                                          |
| ↳ Ghost in the Shell: Stand Alone Complex: Section9 Science File – Tachikoma na Hibi (26 Folgen) | 攻殻機動隊 STAND ALONE COMPLEX: Section9 Science File “タチコマな日々” | 2002 als OVA          | Production I.G                                                                          |
| ↳ Ghost in the Shell: S.A.C. 2nd GIG (26 Folgen)                                                 | 攻殻機動隊 S.A.C. 2nd GIG, Kōkaku Kidōtai: S.A.C. 2nd GIG | 2004 als Fernsehserie | Production I.G                                                                          |
| ↳ Ghost in the Shell: Stand Alone Complex – The Laughing Man (eine Folge)                        | 攻殻機動隊 S.A.C. The Laughing Man, Kōkaku Kidōtai: S.A.C. The Laughing Man | 2005 als OVA          | Production I.G                                                                          |
| ↳ Ghost in the Shell: Stand Alone Complex 2nd GIG – Individual Eleven (eine Folge)               | 攻殻機動隊 S.A.C. 2nd GIG Individual Eleven, Kōkaku Kidōtai: S.A.C. 2nd GIG Individual Eleven                                                                                   | 2006 als OVA          | Production I.G                                                                          |
| ↳ Ghost in the Shell: S.A.C. Solid State Society                                                 | 攻殻機動隊 STAND ALONE COMPLEX Solid State Society, Kōkaku Kidōtai: Stand Alone Complex Solid State Society                                                                     | 2006 als Film         | Production I.G                                                                          |
| ↳ Ghost in the Shell Arise (4 Folgen)                                                            | 攻殻機動隊ARISE, Kōkaku Kidōtai Arise | 2013 als OVA          | Production I.G                                                                          |
| ↳ Ghost in the Shell: The New Movie                                                              | 攻殻機動隊 新劇場版, Kōkaku Kidōtai Shin Gekijō-ban | 2015 als Film         | Production I.G                                                                          |
| ↳ Ghost in the Shell Arise: Alternative Architecture (10 Folgen)                                 | 攻殻機動隊ARISE ALTERNATIVE ARCHITECTURE, Kōkaku Kidōtai Arise | 2015 als Fernsehserie | Production I.G                                                                          |
| Giant Killing (26 Folgen)                                                                        | | 2010 als Fernsehserie | Studio Deen                                                                             |
| Giant Robo The Animation: Chikyū ga Seishisuru Hi (7 Folgen)                                     | ジャイアント・ロボ THE ANIMATION 地球が静止する日, Giant Robo: The Animation - The Day the Earth Stood Still                                                                    | 1992 als OVA          | Mu Animation Studio                                                                     |
| ↳ Gin Rei (3 Folgen)                                                                             | Giant Robo: Ginrei Special | 1994 als OVA          | Mu Animation Studio, Phoenix Entertainment                                              |
| ↳ GR -Giant Robo- (13 Folgen)                                                                    | GR -ジャイアントロボ- | 2007 als Fernsehserie | A.C.G.T, OB Planning                                                                    |
| Gibo (2 Folgen)                                                                                  | 義母, Stepmother's Sin | 2001 als OVA          | Y.O.U.C.                                                                                |
| Gibomai (2 Folgen)                                                                               | 犠母妹, Step Sister | 2002 als OVA          |                                                                                         |
| Gibo no Toiki – Haitoku Shin ni Tadayou Haha no Iroka (2 Folgen)                                 | 義母の吐息 ～背徳心に漂う母の色香～, Do You Know the MILFing Man?, Sayo the Beauty                                                                                              | 2006 als OVA          | Dream Entertainment                                                                     |
| Gift – eternal rainbow (12 Folgen)                                                               | Gift ～ギフト～ eternal rainbow | 2006 als Fernsehserie | OLM                                                                                     |
| ↳ Gift ~eternal rainbow~ (eine Folge)                                                            | | 2007 als OVA          | OLM                                                                                     |
| Gifū Dōdō!! Kanetsugu to Keiji (25 Folgen)                                                       | 義風堂々!! 兼続と慶次 | 2013 als Fernsehserie | Studio Deen                                                                             |
| The Gigolo – Dochinpira (eine Folge)                                                             | どチンピラ | 1993 als OVA          | Studio Kikan                                                                            |
| Gilgamesh (26 Folgen)                                                                            | ギルガメッシュ | 2003 als Fernsehserie | Group TAC                                                                               |
| Gimai - Imōto (2 Folgen)                                                                         | 義妹-いもうと-, Sex Exchange | 2006 als OVA          | Digital Works                                                                           |
| Gin no Guardian (18 Folgen)                                                                      | 銀の墓守り＜ガーディアン＞, The Silver Guardian | 2017 als Fernsehserie | Emon Animation Company                                                                  |
| ↳ Gin no Guardian II (Folgen)                                                                    | 銀の墓守りⅡ, The Silver Guardian 2 | 2018 als Fernsehserie | Emon Animation Company                                                                  |
| Gin no Otoko (eine Folge)                                                                        | 銀の男 | 1992 als OVA          | J.C.Staff                                                                               |
| Gin-iro no Olynssis (12 Folgen)                                                                  | 銀色のオリンシス, Olynssis The Silver Color | 2006 als Fernsehserie | Toei Animation                                                                          |
| Ginban Kaleidoscope (12 Folgen)                                                                  | 銀盤 カレイドスコープ, Ginban Kareidosukōpu | 2005 als Fernsehserie | Karaku                                                                                  |
| Ginga Nagareboshi Gin (21 Folgen)                                                                | 銀牙 流れ星銀, Ging - The Falling Star | 1986 als Fernsehserie | Toei Animation                                                                          |
| Ginga Densetsu Weed (26 Folgen)                                                                  | 銀牙伝説ウィード | 2005 als Fernsehserie | Studio Deen                                                                             |
| Ginga e Kickoff!! (39 Folgen)                                                                    | 銀河へキックオフ!!, Ginga e Kikkuofu!! | 2012 als Fernsehserie | TYO Animations                                                                          |
| Ginga Eiyū Densetsu (110 Folgen)                                                                 | 銀河英雄伝説 | 1988 als OVA          | Kitty Film                                                                              |
| ↳ Ginga Eiyū Densetsu Gaiden: Ōgon no Tsubasa                                                    | 銀河英雄伝説外伝 黄金の翼 | 1992 als Film         | Kitty Film                                                                              |
| ↳ Ginga Eiyū Densetsu Gaiden/Arata naru Tatakai no Overture                                      | 銀河英雄伝説外伝／新たなる戦いの序曲 | 1993 als Film         | Kitty Film                                                                              |
| ↳ Ginga Eiyū Densetsu Gaiden (52 Folgen)                                                         | 銀河英雄伝説外伝 | 1998 als OVA          | K-Factory                                                                               |
| ↳ Ginga Eiyū Densetsu: Die Neue These Kaikō (12 Folgen)                                          | 銀河英雄伝説 Die Neue These 邂逅 | 2018 als Fernsehserie | Production I.G                                                                          |
| Ginga Hyōryū Vifam (46 Folgen)                                                                   | 銀河漂流バイファム, Space Castaways Vifam, Galactic Drifter Vifam | 1983 als Fernsehserie | Sunrise                                                                                 |
| ↳ Ginga Hyōryū Vifam: Kachua Kara no Tayori (eine Folge)                                         | 銀河漂流バイファム カチュアからの便り | 1984 als OVA          | Sunrise                                                                                 |
| ↳ Ginga Hyōryū Vifam: Atsumatta 13-nin (eine Folge)                                              | 銀河漂流バイファム 集まった13人 | 1984 als OVA          | Sunrise                                                                                 |
| ↳ Ginga Hyōryū Vifam: Kieta 12-nin (eine Folge)                                                  | 銀河漂流バイファム 消えた12人 | 1985 als OVA          | Sunrise                                                                                 |
| ↳ Ginga Hyōryū Vifam: "Kate no Kioku" Namida no Dakkai Sakusen!! (eine Folge)                    | 銀河漂流バイファム “ケイトの記憶”涙の奪回作戦！！ | 1985 als OVA          | Sunrise                                                                                 |
| ↳ Ginga Hyōryū Vifam 13 (26 Folgen)                                                              | 銀河漂流バイファム１３, Galactic Drifter Vifam 13 | 1998 als Fernsehserie | Studio Live                                                                             |
| Ginga Kikōtai Majestic Prince (24 Folgen)                                                        | 銀河機攻隊 マジェスティックプリンス, Ginga Kikōtai Majesutikku Purinsu | 2013 als Fernsehserie | Dōga Kōbō, Orange                                                                       |
| ↳ Ginga Kikōtai Majestic Prince: Mirai e no Tsubasa (eine Folge)                                 | 銀河機攻隊 マジェスティックプリンス: 未来への翼 | 2016 als Special      | Seven Arcs Pictures, Orange                                                             |
| ↳ Gekijōban Ginga Kikōtai Majestic Prince                                                        | 劇場版 マジェスティックプリンス－覚醒の遺伝子－ | 2016 als Film         | Seven Arcs Pictures, Orange                                                             |
| Ginga no Sakana - URSA minor BLUE (eine Folge)                                                   | 銀河の魚~URSA minor BLUE~ | 1993 als OVA          | Project Team Sara                                                                       |
| Ginga Ojōsama Densetsu Yuna (5 Folgen)                                                           | 銀河お嬢様伝説ユナ, Galaxy Fraulein Yuna | 1995 als OVA          | Animate Film                                                                            |
| ↳ Ginga Ojōsama Densetsu Yuna: Shin’en no Fairy (3 Folgen)                                       | 銀河お嬢様伝説ユナ ～深闇のフェアリィ～, Galaxy Fraulein Yuna Returns | 1996 als OVA          | Animate Film                                                                            |
| Ginga Sengoku Gunyūden Rai (52 Folgen)                                                           | 銀河戦国群雄伝ライ, Thunder Jet, Galaxy Warring State Chronicle Rai | 1994 als Fernsehserie | E&G Films                                                                               |
| Ginga Senpū Braiger (39 Folgen)                                                                  | 銀河旋風ブライガー, Galaxy Cyclone Braiger, Cosmo Runner | 1981 als Fernsehserie | Kokusai Eigasha                                                                         |
| ↳ Ginga Reppū Baxingar (39 Folgen)                                                               | 銀河烈風バクシンガー, Galactic Gale Baxingar | 1982 als Fernsehserie | Kokusai Eigasha                                                                         |
| ↳ Ginga Shippū Sasuraiger (43 Folgen)                                                            | 銀河疾風サスライガー, Galactic Whirlwind Sasuraiger, Wonder Six | 1983 als Fernsehserie | Kokusai Eigasha                                                                         |
| Ginga Shōnentai (92 Folgen)                                                                      | 銀河少年隊 | 1963 als Fernsehserie | Mushi Production                                                                        |
| Ginga Tetsudō no Yoru                                                                            | 銀河鉄道の夜, Night on the Galactic Railroad | 1985 als Film         | Group TAC                                                                               |
| Gingitsune (12 Folgen)                                                                           | ぎんぎつね | 2013 als Fernsehserie | Diomedéa                                                                                |
| Ginpei the Penguin (20 Folgen)                                                                   | バケツでごはん, Bucket de Gohan, Meals in a Bucket | 1996 als Fernsehserie | Magic Bus                                                                               |
| Ginsō Kikō Ordian (24 Folgen)                                                                    | 銀装騎攻オーディアン, Platinumhugen Ordian, Silver Armor Knight Audian | 2000 als Fernsehserie |                                                                                         |
| Gintama (eine Folge)                                                                             | 銀魂 〜何事も最初が肝心なので多少背伸びするくらいが丁度良い〜 | 2005 als OVA          | Sunrise                                                                                 |
| ↳ Gintama (201 Folgen)                                                                           | 銀魂 | 2006 als Fernsehserie | Sunrise                                                                                 |
| ↳ Gintama: Shin’yaku Benizakura Hen                                                              | 劇場版 銀魂 新訳紅桜篇, Gekijōban ~, Gintama: The Movie | 2010 als Film         | Sunrise                                                                                 |
| ↳ Gintama’ (51 Folgen)                                                                           | 銀魂' | 2011 als Fernsehserie | Sunrise                                                                                 |
| ↳ Kintama (4 Folgen)                                                                             | 金魂 | 2012 als Fernsehserie | Sunrise                                                                                 |
| ↳ Gintama’ Enchōsen (13 Folgen)                                                                  | 銀魂'延長戦 | 2013 als Fernsehserie | Sunrise                                                                                 |
| ↳ Gekijōban Gintama Kanketsu-hen: Yorozuya yo Eien Nare                                          | 劇場版 銀魂 完結篇 万事屋よ永遠なれ, Gintama: The Final Movie | 2013 als Film         | Sunrise                                                                                 |
| ↳ Gintama° (51 Folgen)                                                                           | 銀魂゜ | 2015 als Fernsehserie | Bandai Namco Pictures                                                                   |
| ↳ Gintama°: Aizome Kaori-hen (eine Folge)                                                        | 銀魂゜愛染香篇 | 2016 als OVA          | Bandai Namco Pictures                                                                   |
| ↳ Gintama. Rakuyō Kessen-hen (12 Folgen)                                                         | 銀魂. 烙陽決戦篇 | 2017 als Fernsehserie | Bandai Namco Pictures                                                                   |
| ↳ Gintama. Porori-hen (13 Folgen)                                                                | 銀魂. ポロリ篇 | 2017 als Fernsehserie | Bandai Namco Pictures                                                                   |
| ↳ Gintama. Shirogane no Tamashii-hen (12 Folgen)                                                 | 銀魂. 銀ノ魂篇 | 2018 als Fernsehserie | Bandai Namco Pictures                                                                   |
| Gin’yū Mokushiroku Meine Liebe (13 Folgen)                                                       | 吟遊黙示録マイネリーベ, Gin’yū Mokushiroku Maine Rībe | 2004 als Fernsehserie | Bee Train                                                                               |
| ↳ Gin’yū Mokushiroku Meine Liebe wieder (13 Folgen)                                              | 吟遊黙示録マイネリーベwieder, Gin’yū Mokushiroku Maine Rībe wieder | 2006 als Fernsehserie | Bee Train                                                                               |
| Giovannis Insel                                                                                  | ジョバンニの島, Giovanni no Shima | 2014 als Film         | Production I.G                                                                          |
| Girlish Number (12 Folgen)                                                                       | ガーリッシュ ナンバー, Gārisshu Nambā, gi(a)rlish number | 2016 als Fernsehserie | Diomedéa                                                                                |
| Girl Friend Beta (12 Folgen)                                                                     | ガールフレンド(仮), Girlfriend (Kari), Girl Friend BETA | 2014 als Fernsehserie | Silver Link                                                                             |
| Girls Band Cry (13 Folgen)                                                                       | ガールズバンドクライ, Gāruzu Bando Kurai | 2024 als Fernsehserie | Toei Animation                                                                          |
| Girls Bravo (24 Folgen)                                                                          | ガールズブラボー | 2004 als Fernsehserie | AIC                                                                                     |
| Girls und Panzer (12 Folgen)                                                                     | ガールズ&パンツァー, Gāruzu & Pantsā | 2012 als Fernsehserie | Actas                                                                                   |
| Girls’ Frontline (12 Folgen)                                                                     | ドールズフロントライン, Dōruzu Furontorain | 2022 als Fernsehserie | Asahi Production                                                                        |
| ↳ Girls und Panzer: Kore ga Hontō no Anzio-sen Desu! (eine Folge)                                | ガールズ&パンツァー これが本当のアンツィオ戦です!, Gāruzu & Pantsā: Kore ga Hontō no Anzio-sen Desu!                                                                            | 2014 als OVA          | Actas                                                                                   |
| ↳ Girls und Panzer: Der Film                                                                     | ガールズ&パンツァー 劇場版, Gāruzu & Pantsā: Gekijōban | 2015 als Film         | Actas                                                                                   |
| Girls' Last Tour (12 Folgen)                                                                     | 少女終末旅行, Shōjo Shūmatsu Ryokō | 2017 als Fernsehserie | White Fox                                                                               |
| Girly Air Force (? Folgen)                                                                       | ガーリー・エアフォース, Gārī Eafōsu | 2019 als Fernsehserie | Satelight                                                                               |
| Gitai Saimin (2 Folgen)                                                                          | 擬態催眠 | 2011 als OVA          | Y.O.U.C.                                                                                |
| GJ-bu (12 Folgen)                                                                                | GJ部 | 2013 als Fernsehserie | Dōga Kōbō                                                                               |
| ↳ GJ-bu@ (eine Folge)                                                                            | GJ部@, GJ Club@ | 2014 als Special      |                                                                                         |
| Glasslip (13 Folgen)                                                                             | グラスリップ, Gurasurippu | 2014 als Fernsehserie | P.A. Works                                                                              |
| Glass no Hana to Kowasu Sekai                                                                    | ガラスの花と壊す世界, Garakowa -Restore the World- | 2015 als Film         | A-1 Pictures                                                                            |
| Glass no Kamen (23 Folgen)                                                                       | ガラスの仮面, The Glass Mask | 1984 als Fernsehserie | Eiken                                                                                   |
| ↳ Glass no Kamen – Sen no Kamen o Motsu Shōjo (3 Folgen)                                         | ガラスの仮面～千の仮面を持つ少女～, Glass Mask: The Girl of a Thousand Masks | 1998 als OVA          | TMS                                                                                     |
| ↳ Glass no Kamen (51 Folgen)                                                                     | ガラスの仮面, Glass Mask | 2005 als Fernsehserie | Tokyo Movie                                                                             |
| ↳ 3-Nen D-Gumi Glass no Kamen (Folgen)                                                           | ３ねんＤぐみガラスの仮面, The Glass Mask Year 3 Class D | 2016 als Fernsehserie | DLE                                                                                     |
| ↳ Glass no Kamen Desu ga (19 Folgen)                                                             | ガラスの仮面ですが | 2013 als Fernsehserie | DLE                                                                                     |
| ↳ Glass no Kamen Desu ga Onna Spy no Koi! Murasaki no Bara wa Kiken na Kaori!?                   | ガラスの仮面ですが THE MOVIE 女スパイの恋! 紫のバラは危険な香り!? | 2013 als Film         | DLE                                                                                     |
| Glick no Bōken                                                                                   | グリックの冒険, Enchanted Journey | 1981 als Film         | Studio Korumi                                                                           |
| Gloria (3 Folgen)                                                                                | グロリア | 1997 als OVA          | Pink Pineapple, Triple X                                                                |
| Go! Go! 575 (5 Folgen)                                                                           | GO!GO!575 | 2014 als Fernsehserie | C2C                                                                                     |
| Go! Go! Ackman (eine Folge)                                                                      | | 1994 als OVA          | Toei Animation                                                                          |
| Go! Go! Itsutsugo Land (50 Folgen)                                                               | ゴーゴー五つ子 ら・ん・ど, Let's Go Quintuplets! | 2001 als Fernsehserie | Magic Bus                                                                               |
| Go! Wrestler Gundan (21 Folgen)                                                                  | ＧＯ！レスラー軍団, Go! Wrestler Army | 1981 als Fernsehserie | TMS                                                                                     |
| Gō-chan: Moco to Chinjū no Mori no Nakama-tachi                                                  | ゴーちゃん。～モコとちんじゅうの森の仲間たち～ | 2017 als Film         | Shin-Ei Animation                                                                       |
| ↳ Gō-chan: Moco to Koori no Ue no Yakusoku                                                       | | 2018 als Film         | Shin-Ei Animation                                                                       |
| Go-Q-Choji Ikkiman (32 Folgen)                                                                   | 剛Q超児イッキマン, Battle Ball, Ricky Star | 1986 als Fernsehserie | Toei Animation                                                                          |
| Goal FH (39 Folgen)                                                                              | ゴールFH[フィールドハンター], Goal Field Hunter | 1994 als Fernsehserie | Image K                                                                                 |
| Gobarian Saikoama (26 Folgen)                                                                    | サイコアーマーゴーバリアン, Psychoarmor Gobarian | 1983 als Fernsehserie | Knack                                                                                   |
| Go Go Toraemon (eine Folge)                                                                      | ＧｏＧｏ虎エ門 | 1986 als OVA          | Pierrot                                                                                 |
| Goblin Slayer (12 Folgen)                                                                        | ゴブリンスレイヤー, Goburin Sureiyā | 2018 als Fernsehserie | White Fox                                                                               |
| Gochūmon wa Usagi Desu ka? (12 Folgen)                                                           | ご注文はうさぎですか？, Is the order a rabbit? | 2014 als Fernsehserie | White Fox                                                                               |
| ↳ Gochūmon wa Usagi Desu ka?? (12 Folgen)                                                        | ご注文はうさぎですか？？, Is the order a rabbit?? | 2015 als Fernsehserie | White Fox, Kinema Citrus                                                                |
| ↳ Gochūmon wa Usagi Desu ka?? Dear My Sister (eine Folge)                                        | ご注文はうさぎですか？？ | 2017 als Special      | production doA                                                                          |
| ↳ Gochūmon wa Usagi Desu ka?? Sing For You (eine Folge)                                          | ご注文はうさぎですか?? ～Sing For You～ | 2019 als OVA          | production doA                                                                          |
| ↳ Gochūmon wa Usagi Desu ka? BLOOM (12 Folgen)                                                   | ご注文はうさぎですか？BLOOM | 2020 als Fernsehserie | Encourage Films                                                                         |
| God Eater Prologue (eine Folge)                                                                  | | 2009 als OVA          | ufotable                                                                                |
| ↳ God Eater (13 Folgen)                                                                          | ゴッドイーター, Goddo Ītā | 2015 als Fernsehserie | ufotable                                                                                |
| Goddamn (2 Folgen)                                                                               | ガッデム | 1990 als OVA          | Studio Signal                                                                           |
| Godzilla: Planet der Monster                                                                     | GODZILLA 怪獣惑星, Godzilla: Kaijū Wakusei, Godzilla: Planet of the Monsters | 2017 als Film         | Polygon Pictures                                                                        |
| ↳ Godzilla: Kessen Kidō Zōshoku Toshi                                                            | GODZILLA 決戦機動増殖都市, Godzilla: City on the Edge of Battle | 2018 als Film         | Polygon Pictures                                                                        |
| ↳ Godzilla: Hoshi o Kū Mono                                                                      | GODZILLA 星を喰う者, Godzilla: The Planet Eater | 2018 als Film         | Polygon Pictures                                                                        |
| Gogo no Kōchō (eine Folge)                                                                       | 午後の紅潮 | 2012 als OVA          | Pashmina                                                                                |
| Gokiburi-chan (20 Folgen)                                                                        | ゴキブリちゃん | 2005 als Fernsehserie | Eiken                                                                                   |
| Gokiburi-tachi no Tasogare                                                                       | ゴキブリたちの黄昏, Twilight of the Cockroaches | 1987 als Film         |                                                                                         |
| Gokinjo Monogatari (50 Folgen)                                                                   | ご近所物語, Neighborhood Story | 1995 als Fernsehserie | Toei Animation                                                                          |
| ↳ Gokinjo Monogatari                                                                             | ご近所物語, Neighborhood Story | 1996 als Film         | Toei Animation                                                                          |
| Gokudo-kun Manyuki (26 Folgen)                                                                   | 極道くん漫遊記, Gokudo | 1999 als Fernsehserie | Trans Arts Co.                                                                          |
| Gokujō!! Mecha Mote Iinchō (51 Folgen)                                                           | 極上!!めちゃモテ委員長 | 2009 als Fernsehserie | Shogakukan Music & Digital Entertainment                                                |
| ↳ Gokujō!! Mecha Mote Iinchō Second Collection (51 Folgen)                                       | 極上！！めちゃモテ委員長 セカンドコレクション | 2010 als Fernsehserie | Shogakukan Music & Digital Entertainment                                                |
| Gokujō. Gokurakuin Joshi Kōryō Monogatari (12 Folgen)                                            | ゴクジョッ。～極楽院女子高寮物語～ | 2012 als Fernsehserie | LMD                                                                                     |
| Gokujo Seitokai (26 Folgen)                                                                      | 極上生徒会, Best Student Council | 2005 als Fernsehserie | J.C.Staff                                                                               |
| Gokukoku no Brynhildr (13 Folgen)                                                                | 極黒のブリュンヒルデ, Gokukoku no Buryunhirude | 2014 als Fernsehserie | Arms                                                                                    |
| ↳ Gokukoku no Brynhildr (eine Folge)                                                             | 極黒のブリュンヒルデ, Gokukoku no Buryunhirude, Gokukoku no Brynhildr Folge 11.5                                                                                                | 2014 als OVA          | Arms                                                                                    |
| Gokusen (13 Folgen)                                                                              | ごくせん | 2004 als Fernsehserie | Madhouse                                                                                |
| Gokyōdai Monogatari (32 Folgen)                                                                  | ご姉弟物語 | 2009 als Fernsehserie | Shin-Ei Animation                                                                       |
| Golden Boy (6 Folgen)                                                                            | GOLDEN BOY さすらいのお勉強野郎, Golden Boy: Sasurai no Obenkyō Yarō | 1995 als OVA          | A.P.P.P.                                                                                |
| Golden Kamuy (12 Folgen)                                                                         | ゴールデンカムイ, Gōruden Kamui | 2018 als Fernsehserie | Geno Studio                                                                             |
| ↳ Golden Kamuy (12 Folgen)                                                                       | ゴールデンカムイ, Gōruden Kamui | 2018 als Fernsehserie | Geno Studio                                                                             |
| Golden Time (24 Folgen)                                                                          | ゴールデンタイム, Gōruden Taimu | 2013 als Fernsehserie | J.C.Staff                                                                               |
| Goldorak (74 Folgen)                                                                             | UFOロボグレンダイザー, UFOrobo gurendaizā, UFO Robo Grendizer | 1975 als Fernsehserie | Tōei Animation                                                                          |
| ↳ UFO Robo Grendizer Daikaijū                                                                    | ＵＦＯロボ グレンダイザー | 1975 als Film         | Tōei Animation                                                                          |
| ↳ Grendizer - Getter Robo G - Great Mazinger Kessen! Daikaijū                                    | グレンダイザー・ゲッターロボＧ・グレートマジンガー 決戦！大海獣, Grandizer, Getter Robot G, Great Mazinger Decisive Battle! The Great Sea Monster                               | 1976 als Film         | Tōei Animation                                                                          |
| ↳ UFO Robo Grendizer tai Great Mazinger                                                          | ＵＦＯロボ グレンダイザー対グレートマジンガー, UFO Robo Grandizer Vs. Great Mazinger                                                                                            | 1976 als Film         | Tōei Animation                                                                          |
| Golgo 13                                                                                         | |                       |                                                                                         |
| ↳ Golgo 13 – The Professional                                                                    | ゴルゴ13 | 1983 als Film         | TMS Entertainment, AIC, Gokusha, Hadashi Pro, Magic Bus, Nakamura Production, Neo Media |
| ↳ Golgo 13 – Die Bienenkönigin (eine Folge)                                                      | | 1998 als OVA          |                                                                                         |
| ↳ Golgo 13 (50 Folgen)                                                                           | ゴルゴ13 | 2008 als Fernsehserie | Answer Studio                                                                           |
| Gon (50 Folgen)                                                                                  | GON -ゴン- | 2012 als Fernsehserie | Daewon Media                                                                            |
| Gon, der Höhlenfratz (39 Folgen)                                                                 | はじめ人間 ゴン, Hajime Ningen Gon | 1996 als Fernsehserie | Studio Pierrot                                                                          |
| Gongitsune                                                                                       | ごんぎつね, Gon, the Little Fox | 1985 als Film         |                                                                                         |
| Good Morning Althea (eine Folge)                                                                 | グッドモーニング アルテア | 1987 als OVA          |                                                                                         |
| Good Morning Call (eine Folge)                                                                   | グッドモーニング・コール | 2001 als OVA          | Production I.G, Trans Arts Co.                                                          |
| Gorillaman (2 Folgen)                                                                            | ゴリラーマン | 1992 als OVA          | Kodansha                                                                                |
| Gosenzo-sama Banbanzai! (6 Folgen)                                                               | 御先祖様万々歳！ | 1989 als OVA          | Pierrot                                                                                 |
| ↳ Maroko                                                                                         | ＭＡＲＯＫＯ 麿子 | 1990 als Film         | Pierrot                                                                                 |
| Gosenzo San'e (4 Folgen)                                                                         | 御先祖賛江, Masquerade | 1998 als OVA          | AIC, Green Bunny                                                                        |
| ↳ Zoku Gosenzo San'e (4 Folgen)                                                                  | 続・御先祖賛江 | 2000 als OVA          | AIC, Green Bunny                                                                        |
| ↳ Anata dake Konban wa (5 Folgen)                                                                | 貴方だけこんばんわ, Good Night Only To You | 2009 als OVA          |                                                                                         |
| Goshu, der Cellist                                                                               | セロ弾きのゴーシュ, Serohiki no Gōshu | 1982 als Film         | Oh! Production                                                                          |
| Goshūshō-sama Ninomiya-kun (12 Folgen)                                                           | ご愁傷さま二ノ宮くん, Our Condolences, Ninomiya-kun | 2007 als Fernsehserie | AIC Spirits                                                                             |
| Gosick (24 Folgen)                                                                               | GOSICK -ゴシック- | 2011 als Fernsehserie | Bones                                                                                   |
| Go-Tōbon no Hanayome (? Folgen)                                                                  | 五等分の花嫁 | 2019 als Fernsehserie | Tezuka Productions                                                                      |
| Gotō ni Naritai.                                                                                 | ５等になりたい。, Run | 1995 als Film         | Tama Production                                                                         |
| Goulart Knights (2 Folgen)                                                                       | グラール騎士団（ナイツ） | 2010 als OVA          |                                                                                         |
| Gowapper 5 Godam (36 Folgen)                                                                     | ゴワッパー５ゴーダム | 1976 als Fernsehserie | Tatsunoko Production                                                                    |
| Granblue Fantasy: The Animation (14 Folgen)                                                      | GRANBLUE FANTASY The Animation | 2017 als Fernsehserie | A-1 Pictures                                                                            |
| Grancrest Senki (24 Folgen)                                                                      | グランクレスト戦記, Record of Grancrest War | 2018 als Fernsehserie | A-1 Pictures                                                                            |
| Grand Blue (12 Folgen)                                                                           | ぐらんぶる, Guran Buru | 2018 als Fernsehserie | Zero-G                                                                                  |
| Grand Prix no Taka (44 Folgen)                                                                   | アローエンブレム・グランプリの鷹, Arrow Emblem Grand Prix no Taka | 1977 als Fernsehserie | Toei Animation                                                                          |
| Grandeek - Gaiden (eine Folge)                                                                   | GRANDEEK ～外伝～ | 2000 als OVA          | Animate, Group TAC                                                                      |
| Grander Musashi (25 Folgen)                                                                      | グランダー武蔵, Musashi the Great | 1997 als Fernsehserie | Animate, Nippon Animation                                                               |
| ↳ Grander Musashi RV (39 Folgen)                                                                 | グランダー武蔵ＲＶ, Musashi the Great RV | 1998 als Fernsehserie | Nippon Animation                                                                        |
| GraP & RodeO (61 Folgen)                                                                         | ぐらＰ＆ろで夫 | 2014 als Fernsehserie | Pie in the sky                                                                          |
| ↳ GraP & RodeO (? Folgen)                                                                        | ぐらＰ＆ろで夫 | 2016 als Fernsehserie | Pie in the sky                                                                          |
| Grappler Baki (eine Folge)                                                                       | グラップラー刃牙, Gurappurā Baki | 1994 als OVA          | Knack                                                                                   |
| ↳ Grappler Baki (48 Folgen)                                                                      | グラップラー刃牙, Gurappurā Baki | 2001 als Fernsehserie | Group Tac                                                                               |
| ↳ Baki (26? Folgen)                                                                              | バキ | 2018 als Fernsehserie | TMS Entertainment                                                                       |
| ↳ Baki-dō (eine Folge)                                                                           | 刃牙道 | 2017 als OVA          | Telecom Animation Film                                                                  |
| Grasshoppa! (4 Folgen)                                                                           | | 2002 als OVA          | Studio 4°C                                                                              |
| Gravitation (2 Folgen)                                                                           | グラビテーション | 1999 als OVA          | Plum                                                                                    |
| ↳ Gravitation (13 Folgen)                                                                        | グラビテーション | 2000 als Fernsehserie | Studio Deen                                                                             |
| Gravity Daze The Animation ~Ouverture~ (eine Folge)                                              | Gravity Rush: The Animation – Overture | 2016 als Special      | Studio Khara                                                                            |
| The Great Jahy Will Not Be Defeated! (20 Folgen)                                                 | ジャヒー様はくじけない！, Jahī-sama wa Kujikenai! | 2021 als Fernsehserie | Silver Link                                                                             |
| Great Pretender (23 Folgen)                                                                      | グレートプリテンダー | 2020 als Fernsehserie | Wit Studio                                                                              |
| Great Teacher Onizuka (43 Folgen)                                                                | グレート・ティーチャー・オニヅカ, GTO | 1999 als Fernsehserie | Studio Pierrot                                                                          |
| Greed (eine Folge)                                                                               | グリード | 1985 als OVA          |                                                                                         |
| Green Green (eine Folge)                                                                         | グリーングリーン, Gurīn Gurīn | 2002 als OVA          | Media Factory                                                                           |
| ↳ Green Green (12 Folgen)                                                                        | グリーングリーン, Gurīn Gurīn | 2003 als Fernsehserie | Studio Matrix                                                                           |
| ↳ Green Green Character DVD (3 Folgen)                                                           | グリーングリーンキャラクターDVD | 2003 als OVA          | Studio Matrix                                                                           |
| ↳ Green Green: Erolutions (eine Folge)                                                           | グリーングリーンエロリューションズ, Gurīn Gurīn Eroryūshonzu, Green Green Thirteen: Erolutions                                                                                  | 2004 als OVA          | Studio Matrix                                                                           |
| Green Legend Ran (3 Folgen)                                                                      | グリーンレジェンド乱 | 1992 als OVA          | AIC                                                                                     |
| Gregory Horror Show (25 Folgen)                                                                  | | 1999 als Fernsehserie | Milky Cartoon                                                                           |
| Grenadier – Hohoemi no Senshi (12 Folgen)                                                        | グレネーダー ～ほほえみの閃士～, Gurenēdā – Hohoemi no Senshi | 2004 als Fernsehserie | Studio Live, Group TAC                                                                  |
| Grey: Digital Target                                                                             | ＧＲＥＹ デジタル・ターゲット, Grey - Cible digitale | 1986 als Film         | Magic Bus                                                                               |
| Grimgar, Ashes and Illusions (12 Folgen)                                                         | 灰と幻想のグリムガル, Hai to Gensō no Gurimugaru, Hai to Gensō no Grimgar | 2016 als Fernsehserie | A-1 Pictures                                                                            |
| Grimm Dōwa – Kin no Tori                                                                         | グリム童話 金の鳥, Grimm's Fairy Tales – The Golden Bird | 1987 als Film         | Toei Animation                                                                          |
| Grimms Märchen (47 Folgen)                                                                       | グリム名作劇場, Gurimu Meisaku Gekijō | 1987 als Fernsehserie | Nippon Animation                                                                        |
| Grimms Notes: The Animation (? Folgen)                                                           | グリムノーツ The Animation, Gurimu Nōtsu: The Animation | 2019 als Fernsehserie | Brain’s Base                                                                            |
| Grisaia no Kajitsu (13 Folgen)                                                                   | グリザイアの果実, Gurisaia no Kajitsu, Le Fruit de la Grisaia | 2014 als Fernsehserie | Eight Bit                                                                               |
| ↳ Grisaia no Meikyū (eine Folge)                                                                 | グリザイアの迷宮, Gurisaia no Meikyū, Le Labyrinthe de la Grisaia | 2015 als Special      | Eight Bit                                                                               |
| ↳ Grisaia no Rakuen (10 Folgen)                                                                  | グリザイアの楽園, Gurisaia no Rakuen, Le Eden de la Grisaia | 2015 als Fernsehserie | Eight Bit                                                                               |
| Groizer X (36 Folgen)                                                                            | グロイザーＸ | 1976 als Fernsehserie | Knack                                                                                   |
| Grope - Yami no naka no Kotori-tachi (2 Folgen)                                                  | Grope~闇の中の小鳥達~ | 2007 als OVA          |                                                                                         |
| Growlanser IV (eine Folge)                                                                       | Growlanser IV: Wayfarer of Time | 2005 als OVA          | Atlus                                                                                   |
| Gu-Gu Ganmo (50 Folgen)                                                                          | Ｇｕ－Ｇｕガンモ | 1984 als Fernsehserie | Tama Production, Toei Animation                                                         |
| ↳ Gu-Gu Ganmo                                                                                    | Ｇｕ－Ｇｕガンモ | 1985 als Film         | Toei Animation                                                                          |
| Guardian Hearts (6 Folgen)                                                                       | がぁーでぃあんHearts | 2003 als OVA          | Studio Venet                                                                            |
| ↳ Guardian Hearts: Power Up! (4 Folgen)                                                          | がぁーでぃあんHearts ぱわーあっぷ！ | 2005 als OVA          | Studio Venet                                                                            |
| Guardian of the Spirit (26 Folgen)                                                               | 精霊の守り人, Seirei no Moribito, Guardian of the Sacred Spirit | 2007 als Fernsehserie | Production I.G                                                                          |
| Gugure! Kokkuri-san (12 Folgen)                                                                  | 繰繰れ! コックリさん | 2014 als Fernsehserie | TMS Entertainment                                                                       |
| Guilstein                                                                                        | ギルステイン | 2002 als Film         | ACC Production Studio                                                                   |
| Guilty Crown (22 Folgen)                                                                         | ギルティクラウン | 2011 als Fernsehserie | Production I.G                                                                          |
| ↳ Guilty Crown: Lost Christmas (eine Folge)                                                      | ギルティクラウン ロストクリスマス | 2012 als OVA          | Production I.G                                                                          |
| Guin Saga (26 Folgen)                                                                            | グイン・サーガ, Guin Sāga | 2009 als Fernsehserie | Satelight                                                                               |
| Gulliver no Uchū Ryokō                                                                           | ガリバーの宇宙旅行, Gulliver's Travels Beyond the Moon, Gulliver's Space Travels: Beyond the Moon                                                                               | 1965 als Film         | Toei Animation                                                                          |
| Gun×Sword (26 Folgen)                                                                            | ガン×ソード, Gan×Sōdo | 2005 als Fernsehserie | AIC A.S.T.A.                                                                            |
| Gunbuster (6 Folgen)                                                                             | トップをねらえ!, Top o Nerae!, Aim for the Top! | 1988 als OVA          | Gainax                                                                                  |
| ↳ Top o Nerae 2! (6 Folgen)                                                                      | トップをねらえ 2!, Gunbuster 2: Diebuster, Aim for the Top 2! | 2004 als OVA          | Gainax                                                                                  |
| ↳ Top o Nerae! & Top o Nerae 2! Gattai Gekijōban!!                                               | トップをねらえ！＆トップをねらえ２！合体劇場版!!, Gunbuster vs Diebuster Aim for the Top! The GATTAI!! Movie, Gunbuster vs Diebuster                                            | 2005 als Film         | Gainax                                                                                  |
| Gundam                                                                                           | |                       |                                                                                         |
| ↳ Mobile Suit Gundam (43 Folgen)                                                                 | 機動戦士ガンダム, Kidō Senshi Gandamu | 1979 als Fernsehserie | Sunrise                                                                                 |
| ↳ Kidō Senshi Gundam                                                                             | 機動戦士ガンダム, Mobile Suit Gundam - The Movie Trilogy | 1981 als Film         | Sunrise                                                                                 |
| ↳ Mobile Suit Z Gundam (50 Folgen)                                                               | 機動戦士Ｚガンダム, Kidō Senshi Zēta Gandamu | 1985 als Fernsehserie | Sunrise                                                                                 |
| ↳ Mobile Suit Gundam ZZ (47 Folgen)                                                              | 機動戦士ガンダムZZ, Kidō Senshi Gandamu Daburu Zēta, Mobile Suit Gundam Double Zeta                                                                                             | 1986 als Fernsehserie | Sunrise                                                                                 |
| ↳ Mobile Suit Gundam: Gyakushū no Char                                                           | 機動戦士ガンダム 逆襲のシャア, Kidō Senshi Gandamu: Gyakushū no Shā, Mobile Suit Gundam: Char's Counterattack                                                                   | 1988 als Film         | Sunrise                                                                                 |
| ↳ Mobile Suit Gundam F91                                                                         | 機動戦士ガンダムF91, Kidō Senshi Gandamu F91 | 1991 als Film         | Sunrise                                                                                 |
| ↳ Mobile Suit Victory Gundam (51 Folgen)                                                         | 機動戦士Vガンダム, Kidō Senshi Vikutori Gandamu | 1993 als Fernsehserie | Sunrise, Studio Deen                                                                    |
| ↳ Gundam Frag (2 Folgen)                                                                         | | 2009 als OVA          | Sunrise                                                                                 |
| ↳ Mobile Suit Gundam 0083: Stardust Memory (13 Folgen)                                           | 機動戦士ガンダム００８３ スターダストメモリー, Kidō Senshi Gundam 0083: Stardust Memory                                                                                         | 1991 als OVA          | Sunrise                                                                                 |
| ↳ Kidō Senshi Gundam 0083: Stardust Memory - Sora no Kagerō (eine Folge)                         | 機動戦士ガンダム0083 STARDUST MEMORY 宇宙（そら）の蜉蝣 | 1993 als OVA          | Sunrise                                                                                 |
| ↳ Mobile Suit Gundam 0083: Zion no Zankō                                                         | 機動戦士ガンダム0083 ジオンの残光, Kidō Senshi Gundam 0083: Zion no Zankō | 1992 als Film         | Sunrise                                                                                 |
| ↳ Gundam Shin Taiken 0087 - Green Divers                                                         | ガンダム新体験―００８７―グリーンダイバーズ, Gundam Neo Experience 0087 - Green Divers                                                                                           | 2001 als Kurzfilm     | Sunrise                                                                                 |
| ↳ Mobile Suit Gundam: Pocket no Naka no Sensō (6 Folgen)                                         | 機動戦士ガンダム0080 ポケットの中の戦争, Kidō Senshi Gundam 0080: Pocket no Naka no Sensō, Mobile Suit Gundam 0080: War in the Pocket, Mobile Suit Gundam: Char's Counterattack | 1989 als OVA          | Sunrise                                                                                 |
| ↳ Mobile Fighter G Gundam (49 Folgen)                                                            | 機動武闘伝Ｇガンダム, Kidō Butōden Jī Gandamu | 1994 als Fernsehserie | Sunrise                                                                                 |
| ↳ Gundam Wing (49 Folgen)                                                                        | 新機動戦記ガンダムＷ, Shin Kidō Senki Gandamu Uingu, Mobile Suit Gundam Wing | 1995 als Fernsehserie | Sunrise                                                                                 |
| ↳ Shin Kidō Senki Gundam Wing: Operation Meteor (4 Folgen)                                       | 新機動戦記ガンダムＷ オペレーション・メテオ ODD＆EVEN NUMBERS, Mobile Suit Gundam Wing: Operation Meteor                                                                        | 1996 als OVA          | Sunrise                                                                                 |
| ↳ Gundam Wing: Endless Waltz (3 Folgen)                                                          | 新機動戦記ガンダムW Endless Waltz, Shin Kidō Senki Gandamu Uingu: Endless Waltz, Mobile Suit Gundam Wing: Endless Waltz                                                         | 1997 als OVA          | Sunrise                                                                                 |
| ↳ Mobile Suit Gundam: The 08th MS Team (12 Folgen)                                               | 機動戦士ガンダム 第08MS小隊, Kidō Senshi Gandamu The 08th MS Team | 1996 als OVA          | Sunrise                                                                                 |
| ↳ Mobile Suit Gundam: The 08th MS Team Miller's Report                                           | 機動戦士ガンダム 第08MS小隊 ミラーズ・リポート, Kidō Senshi Gandamu The 08th MS Team Miller's Report                                                                            | 1998 als Film         | Sunrise                                                                                 |
| ↳ Gundam X (39 Folgen)                                                                           | 機動新世紀ガンダムX, Kidō Shinseiki Gandamu X, After War Gundam X | 1996 als Fernsehserie | Sunrise                                                                                 |
| ↳ Gundam: Mission to the Rise (eine Folge)                                                       | ガンダム ミッション・トゥ・ザ・ライズ | 1998 als Special      | Sunrise                                                                                 |
| ↳ ∀ Gundam (50 Folgen)                                                                           | ∀ガンダム, Turn A Gundam | 1999 als Fernsehserie | Sunrise                                                                                 |
| ↳ ∀ Gundam I: Earth Light                                                                        | ∀ガンダムＩ 地球光, Turn A Gundam: Earth Light | 2002 als Film         | Sunrise                                                                                 |
| ↳ ∀ Gundam II: Moonlight Butterfly                                                               | ∀ガンダムII 月光蝶, Turn A Gundam: Moon Butterfly | 2002 als Film         | Sunrise                                                                                 |
| ↳ Gundam Evolve (14 Folgen)                                                                      | ガンダムEVOLVE | 2001 als OVA          | Sunrise                                                                                 |
| ↳ Mobile Suit Gundam Seed (50 Folgen)                                                            | 機動戦士ガンダムSEED, Kidō Senshi Gundam SEED | 2002 als Fernsehserie | Sunrise                                                                                 |
| ↳ Kidō Senshi Gundam Seed Destiny (50 Folgen)                                                    | 機動戦士ガンダムSEED DESTINY, Mobile Suit Gundam Seed Destiny | 2004 als Fernsehserie | Sunrise                                                                                 |
| ↳ Kidō Senshi Gundam Seed Destiny Final Plus: The Chosen Future (eine Folge)                     | 機動戦士ガンダムSEED DESTINY FINAL PLUS 『選ばれた未来』, Mobile Suit Gundam Seed Destiny Final Plus: The Chosen Future                                                         | 2005 als OVA          | Sunrise                                                                                 |
| ↳ Kidō Senshi Gundam Seed Destiny Special Edition (4 Folgen)                                     | 機動戦士ガンダムＳＥＥＤ ＤＥＳＴＩＮＹ スペシャルエディション, Mobile Suit Gundam Seed Destiny Special Edition                                                                 | 2006 als OVA          | Sunrise                                                                                 |
| ↳ Kidō Senshi Gundam SEED C.E. 73: Stargazer (3 Folgen)                                          | 機動戦士ガンダムSEED C.E.73 -Stargazer- <シード C.E.73 -スターゲイザー->, Mobile Suit Gundam Seed C.E.73: Stargazer                                                             | 2006 als Web-Anime    | Sunrise                                                                                 |
| ↳ Tanekyara Gekijō (eine Folge)                                                                  | たねきゃら劇場, Gundam Seed Character Theater | 2007 als Special      | Sunrise                                                                                 |
| ↳ SD Gundam Force (52 Folgen)                                                                    | SDガンダムフォース, Superior Defender Gundam Force | 2003 als Fernsehserie | Sunrise                                                                                 |
| ↳ Kidō Senshi Gundam MS IGLOO: Ichinen Sensō Hiwa                                                | 機動戦士ガンダム MS IGLOO <イグルー> -1年戦争秘話-, Mobile Suit Gundam MS IGLOO: The Hidden One Year War                                                                        | 2004 als Film         | Sunrise                                                                                 |
| ↳ Kidō Senshi Gundam MS IGLOO: Mokushiroku 0079 (3 Folgen)                                       | 機動戦士ガンダム MS IGLOO <イグルー> -黙示録0079-, Mobile Suit Gundam MS IGLOO: Apocalypse 0079                                                                                 | 2006 als OVA          | Sunrise                                                                                 |
| ↳ Kidō Senshi Gundam MS IGLOO 2: Jūryoku Sensen (3 Folgen)                                       | 機動戦士ガンダム MS IGLOO 2 <イグルー2> -重力戦線-, Mobile Suit Gundam MS IGLOO 2: Jūryoku Sensen                                                                               | 2008 als OVA          | Sunrise                                                                                 |
| ↳ Kidō Senshi Gundam 00 (25 Folgen)                                                              | 機動戦士ガンダム00, Kidō Senshi Gandamu Daburu Ō, Mobile Suit Gundam 00 | 2007 als Fernsehserie | Sunrise                                                                                 |
| ↳ Kidō Senshi Gundam Double O Second Season (25 Folgen)                                          | 機動戦士ガンダム00 <ダブルオー> セカンドシーズン, Mobile Suit Gundam 00 Second Season                                                                                           | 2008 als Fernsehserie | Sunrise                                                                                 |
| ↳ Kidō Senshi Gundam 00 Special Edition (3 Folgen)                                               | 機動戦士ガンダム00 スペシャルエディション, Mobile Suit Gundam 00 Special Edition                                                                                                | 2009 als OVA          | Sunrise                                                                                 |
| ↳ Gekijōban Kidō Senshi Gundam 00 – A wakening of the Trailblazer                                | 劇場版 機動戦士ガンダム00 -A wakening of the Trailblazer-, Gekijōban Kidō Senshi Gandamu 00 – A wakening of the Trailblazer                                                     | 2010 als Film         | Sunrise                                                                                 |
| ↳ Gundam Perfect Mission (eine Folge)                                                            | | 2009 als OVA          | Sunrise                                                                                 |
| ↳ Kidō Senshi Gundam Unicorn (7 Folgen)                                                          | 機動戦士ガンダムUC <ユニコーン>, Mobile Suit Gundam UC | 2010 als OVA          | Sunrise                                                                                 |
| ↳ Kidō Senshi Gundam Unicorn: Neo Zeong, Odaiba ni Genru!                                        | 機動戦士ガンダムUC「ネオ・ジオング、お台場に現る！」, Mobile Suit Gundam UC: Neo Zeong Strikes Odaiba!                                                                          | 2014 als Kurzfilm     | Sunrise                                                                                 |
| ↳ Kidō Senshi Gundam UC RE: 0096 (22 Folgen)                                                     | 機動戦士ガンダムUC RE:0096 | 2016 als Fernsehserie | Sunrise                                                                                 |
| ↳ Mobile Suit Gundam Twilight AXIS (6 Folgen)                                                    | 機動戦士ガンダム Twilight AXIS | 2016 als Web-Anime    | Sunrise                                                                                 |
| ↳ Kidō Senshi Gundam NT                                                                          | 機動戦士ガンダムＮＴ（ナラティブ）, Mobile Suit Gundam Narrative | 2018 als Film         | Sunrise                                                                                 |
| ↳ Kidō Senshi Gundam AGE (49 Folgen)                                                             | 機動戦士ガンダムAGE <エイジ>, Mobile Suit Gundam AGE | 2011 als Fernsehserie | Sunrise                                                                                 |
| ↳ Kidō Senshi Gundam AGE Memory of Eden (eine Folge)                                             | 機動戦士ガンダムAGE MEMORY OF EDEN, Mobile Suit Gundam AGE Memory of Eden | 2013 als OVA          | Sunrise                                                                                 |
| ↳ Gundam Stand at Jaburo: Aware/Tenshi-hen                                                       | GUNDAM STAND at Jaburo 哀・天使編, Gundam Stand at Jaburo | 2013 als Kurzfilm     | Sunrise                                                                                 |
| ↳ Gundam Build Fighters (25 Folgen)                                                              | ガンダムビルドファイターズ, Gandamu Birudo Faitāzu | 2013 als Fernsehserie | Sunrise                                                                                 |
| ↳ Gundam Build Fighters Try (25 Folgen)                                                          | ガンダムビルドファイターズトライ, Gandamu Birudo Faitāzu Torai | 2014 als Fernsehserie | Sunrise                                                                                 |
| ↳ Gundam Build Fighters Try Island Wars (eine Folge)                                             | ガンダムビルドファイターズトライ アイランド・ウォーズ | 2016 als Special      | Sunrise                                                                                 |
| ↳ Gundam Build Fighters: Battlogue (eine Folge)                                                  | ガンダムビルドファイターズ バトローグ | 2017 als Web-Anime    | Sunrise                                                                                 |
| ↳ Gundam Build Fighters: GM no Gyakushū (eine Folge)                                             | ガンダムビルドファイターズ GMの逆襲 æ1=Gundam Build Fighters: GM's Counterattack                                                                                                | 2017 als Web-Anime    | Sunrise                                                                                 |
| ↳ Gundam Build Divers (13 Folgen)                                                                | ガンダムビルドダイバーズ, Gandamu Birudo Daibāzu | 2018 als Fernsehserie | Sunrise                                                                                 |
| ↳ Kidō Senshi Gundam-san (13 Folgen)                                                             | 機動戦士ガンダムさん, Mobile Suit Gundam-san | 2014 als Fernsehserie | Sunrise                                                                                 |
| ↳ Gundam: G no Reconguista (26 Folgen)                                                           | ガンダム Gのレコンギスタ, Gandamu: G no Rekongisuta, Gundam Reconguista in G | 2014 als Fernsehserie | Sunrise                                                                                 |
| ↳ Gundam Reconguista in G: From the Past to the Future                                           | ガンダム Gのレコンギスタ FROM THE PAST TO THE FUTURE | 2015 als Kurzfilm     | Sunrise                                                                                 |
| ↳ Mobile Suit Gundam: Iron Blooded Orphans (25 Folgen)                                           | 機動戦士ガンダム 鉄血のオルフェンズ, Kidō Senshi Gandamu: Tekketsu no Orufenzu                                                                                                  | 2015 als Fernsehserie | Sunrise                                                                                 |
| ↳ Kidō Senshi Gundam: The Origin (6 Folgen)                                                      | 機動戦士ガンダム THE ORIGIN | 2015 als OVA          | Sunrise                                                                                 |
| Gundō Musashi (26 Folgen)                                                                        | GUN道 MUSASHI | 2006 als Fernsehserie | Anime Torotoro                                                                          |
| Gundress                                                                                         | ガンドレス | 1999 als Film         |                                                                                         |
| Gungrave (26 Folgen)                                                                             | ガングレイヴ | 2003 als Fernsehserie | Madhouse                                                                                |
| Gunparade March (12 Folgen)                                                                      | ガンパレード・マーチ, Ganparēdo Māchi | 2003 als Fernsehserie | J.C.Staff                                                                               |
| ↳ Gunparade Orchestra (24 Folgen)                                                                | ガンパレード・オーケストラ, Ganparēdo Ōkesutora | 2005 als Fernsehserie | Brain’s Base                                                                            |
| ↳ Gunparade Orchestra (3 Folgen)                                                                 | ガンパレード・オーケストラ, Ganparēdo Ōkesutora | 2006 als OVA          | Brain’s Base                                                                            |
| Gunslinger Girl (13 Folgen)                                                                      | ガンスリンガー・ガール | 2003 als Fernsehserie | Madhouse                                                                                |
| ↳ Gunslinger Girl -Il Teatrino- (13 Folgen)                                                      | ガンスリンガー・ガール -Il Teatrino- | 2008 als Fernsehserie | Artland                                                                                 |
| ↳ Gunslinger Girl -Il Teatrino- (2 Folgen)                                                       | ガンスリンガー・ガール -Il Teatrino- | 2008 als OVA          | Artland                                                                                 |
| Gunslinger Stratos (12 Folgen)                                                                   | ガンスリンガー ストラトス, Gansuringā Sutoratosu | 2015 als Fernsehserie | A-1 Pictures                                                                            |
| Gunsmith Cats (3 Folgen)                                                                         | ガンスミスキャッツ, Gansumisu Kyattsu | 1995 als OVA          | Oriental Light and Magic                                                                |
| Gurazeni (12 Folgen)                                                                             | グラゼニ, Gurazeni: Money Pitch | 2018 als Fernsehserie | Studio Deen                                                                             |
| ↳ Gurazeni (12 Folgen)                                                                           | グラゼニ, Gurazeni Season 2 | 2018 als Fernsehserie | Studio Deen                                                                             |
| Guren (3 Folgen)                                                                                 | 紅蓮, Blood Shadow, Crimson Lotus | 2001 als OVA          | Discovery                                                                               |
| Guru Guru Town Hanamaru-kun (3 Folgen)                                                           | ぐるぐるタウン はなまるくん | 1999 als Fernsehserie | Pierrot                                                                                 |
| Guskō Budori no Denki                                                                            | グスコーブドリの伝記, The Life of Guskou Budori | 1994 als Film         | Animaruya                                                                               |
| ↳ Das Leben des Budori Gusko                                                                     | グスコーブドリの伝記, Guskō Budori no Denki, The Life of Budori Gusuko | 2012 als Film         | Tezuka Productions                                                                      |
| Guy (2 Folgen)                                                                                   | ガイ, Guy: Double Target | 1990 als OVA          | AIC                                                                                     |
| Gyakkyō Burai Kaiji (26 Folgen)                                                                  | 逆境無頼カイジ | 2007 als Fernsehserie | Madhouse                                                                                |
| ↳ Gyakkyō Burai Kaiji: Hakairoku-hen (26 Folgen)                                                 | 逆境無頼カイジ 破戒録篇 | 2011 als Fernsehserie | Madhouse                                                                                |
| Gyakusatsu Kikan                                                                                 | 虐殺器官, Genocidal Organ | 2017 als Film         | Manglobe, Geno Studio                                                                   |
| GYO – Der Tod aus dem Meer (eine Folge)                                                          | ギョ うごめく不気味, Gyo Ugomeku Bukimi, GYO: Tokyo Fish Attack | 2012 als OVA          | Ufotable                                                                                |
| Gyōten Ningen Batsealer (52 Folgen)                                                              | 仰天人間バトシーラー, Astonishment man Batsealer | 2001 als Fernsehserie | Group TAC                                                                               |